# Francovich-Entscheidung
Die Francovich-Entscheidung (EuGH, C-6/90 und C-9/90, Slg. 1991, 5357ff.) des Europäischen Gerichtshofes (EuGH) vom 19. November 1991 ist eine wichtige Entscheidung auf dem Gebiet des Europarechts. Der EuGH stellte darin unter anderem klar, dass die mangelnde nationale Umsetzung einer Richtlinie Entschädigungsansprüche gegen einen Staat nach sich ziehen kann.

## Geschichte
Der Francovich-Entscheidung lag folgender Sachverhalt zugrunde: Durch die Richtlinie 80/987 sollte Arbeitnehmern auf Gemeinschaftsebene ein Mindestschutz bei Zahlungsunfähigkeit des Arbeitgebers unbeschadet in den Mitgliedstaaten bestehender günstigerer Bestimmungen gewährleistet werden. Insofern sollte ein öffentlicher Fonds errichtet werden, bei dessen Ausgestaltung die Mitgliedstaaten Spielräume haben. Zu diesem Zweck sah die Richtlinie insbesondere spezielle Garantien für die Befriedigung nichterfüllter Ansprüche der Arbeitnehmer auf das Arbeitsentgelt vor.
Herr Francovich hatte für ein Unternehmen in Vicenza gearbeitet, dafür aber nur gelegentlich Abschlagszahlungen auf seinen Lohn erhalten. Er erhob deshalb Klage vor der Pretura Vicenza, die die Beklagte zur Zahlung von rund 6 Millionen Lire verurteilte. Im Rahmen der Zwangsvollstreckung nahm der Gerichtsvollzieher des Tribunale Vicenza ein Protokoll über eine fruchtlose Pfändung auf. Der Kläger verlangte daraufhin vom italienischen Staat die in der Richtlinie 80/987 vorgesehenen Garantien, hilfsweise Schadensersatz.
Italien hatte es aber versäumt, einen solchen öffentlichen Fonds zu schaffen, und die Klage wurde somit zunächst abgewiesen. Trotz des Ablaufs der Umsetzungsfrist konnte ein Anspruch auf die Garantien nicht aus der Richtlinie selbst hergeleitet werden, da diese zu unbestimmt war und daher nicht den Erfordernissen für eine unmittelbare Anwendbarkeit genügte. Deshalb stellte sich die Frage, ob die unterlassene Umsetzung der Richtlinie zumindest einen Staatshaftungsanspruch gegen Italien begründete.

## Entscheidung
Der EuGH entwickelte somit das Institut des ungeschriebenen Entschädigungsanspruchs wegen Verstoßes gegen das Gemeinschaftsrecht und stellte folgende Kriterien auf:
- Eine Richtlinie wurde fehlerhaft oder nicht umgesetzt
- Die verletzte Rechtsnorm bezweckt, dem Einzelnen Rechte zu verleihen. Es muss sich damit um eine individualschützende Norm handeln.
- Der Verstoß ist hinreichend qualifiziert (Verstoß gegen Gemeinschaftsrecht muss offenkundig und erheblich sein)
- Die Nichtumsetzung muss kausal für einen Schaden sein.[2]

Insofern stand den Klägern ein Schadensersatzanspruch gegen Italien zu.
Als Begründung führte der EuGH das Prinzip der Gemeinschaftstreue aus Art. 4 Abs. 3 EUV [ex Art. 10 EGV] an, und dass es der Durchsetzung des Gemeinschaftsrechtes hinderlich sei, dass ein Mitgliedstaat eine Richtlinie nicht umsetzen würde. Zudem sei es ein Grundsatz des Gemeinschaftsrechts, dass die Mitgliedstaaten zum Ersatz der Schäden verpflichtet sind, die dem einzelnen durch Verstöße gegen das Gemeinschaftsrecht entstehen, die diesen Staaten zuzurechnen sind.
Die herrschende Meinung verneint einen nationalen Amtshaftungsanspruch (§ 839 BGB, Art. 34 GG) mit dem Argument, dass die nichtumgesetzte EU-Richtlinie keinen drittschützenden Charakter habe, der für die Eröffnung dieses Anspruchs unter anderem erforderlich wäre. Vielmehr folgt der Entschädigungsanspruch aus dem seit der Frankovich-Entscheidung bestehenden unionsrechtlichen Staatshaftungsanspruch. Die hierfür erforderliche Pflichtverletzung eines Mitgliedsstaates liegt in der Nichtumsetzung der EU-Richtlinie, wonach er unionsrechtlich verpflichtet ist. Sofern ein Staat dieser Verpflichtung nicht nachkommt, besteht unter den oben genannten Voraussetzungen der Staatshaftungsanspruch.